# Mikael Stolt
Sven Mikael Haldor Stolt, född 30 augusti 1966 i Vinnerstads församling, är en svensk före detta fotbollsspelare. 
Han spelade 18 matcher samt gjorde ett mål för Motala AIF i Superettan 2001.

### Webbkällor
- Mikael Stolt på Svenska Fotbollförbundets webbplats